# Pyramides de Port-Coton, mer sauvage
Pyramides de Port-Coton, mer sauvage è un dipinto a olio su tela (65x81 cm) realizzato nel 1886 dal pittore francese Claude Monet. È conservato nel Museo Puškin di Mosca. Il punta di vista è rialzato e la porzione del cielo è minore al mare, soggetto principale. Il colore è corposo e denso distinguibile in superficie.